# Park Kulturowy Kotliny Jeleniogórskiej

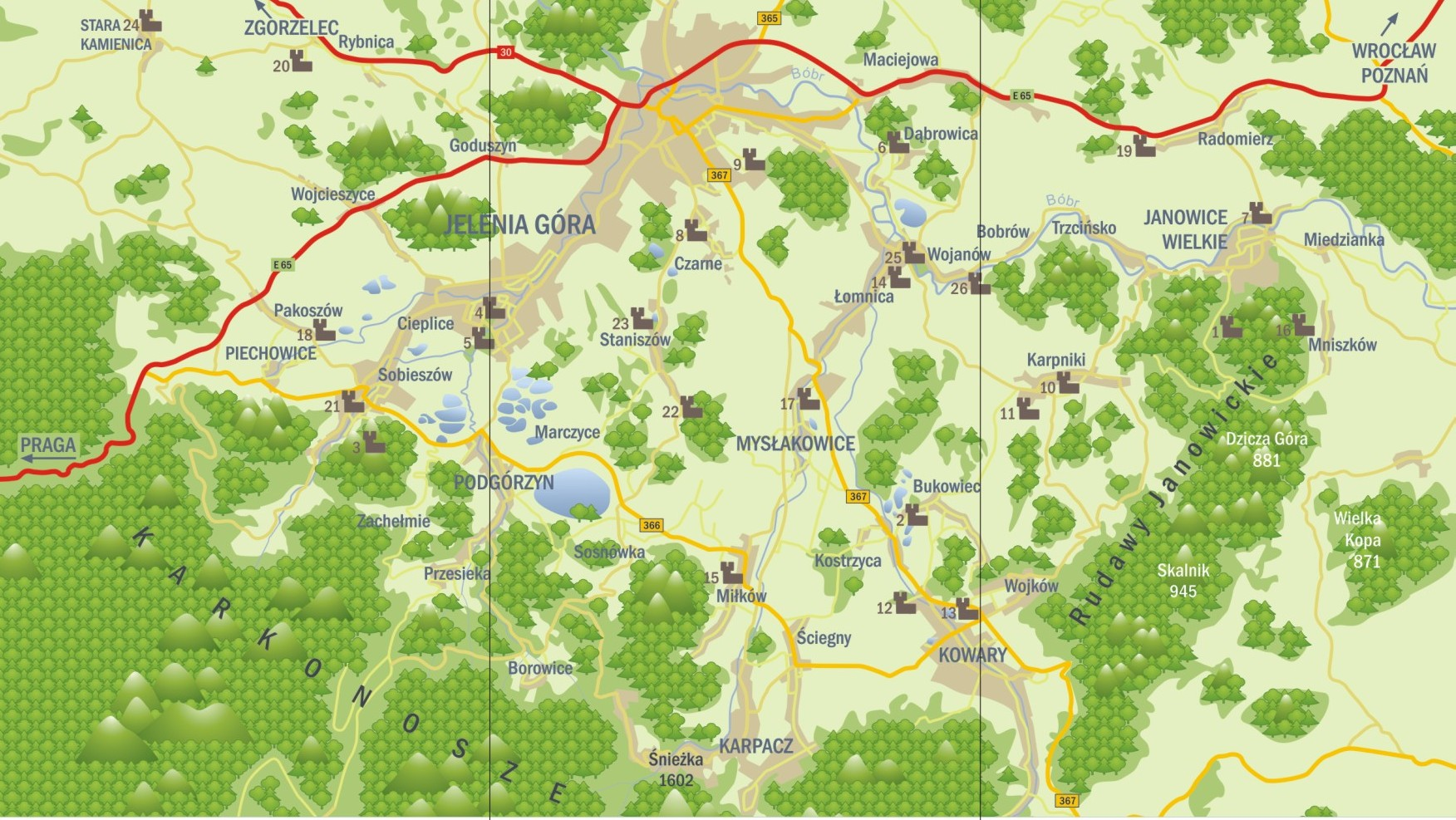
Mapa obszaru, na którym znajdują się zamki i pałace

Park Kulturowy Kotliny Jeleniogórskiej (Dolina Pałaców i Ogrodów) – park kulturowy obejmujący założenia pałacowo-parkowe w południowej, środkowej, północnej i wschodniej części Kotliny Jeleniogórskiej oraz przyległych częściach Gór Kaczawskich, Rudaw Janowickich i Karkonoszy, w województwie dolnośląskim. Uznany za pomnik historii Polski.
Istnienie parku ma za cel kompleksową ochronę i rewitalizację założeń rezydencjonalnych Kotliny Jeleniogórskiej i XIX-wiecznych zespołów osadnictwa charakterystycznego dla regionu.

## Historia
Park został utworzony przez zgromadzenie Związku Gmin Karkonoskich 24 października 2008 roku na podstawie ustawy o ochronie zabytków i opiece nad zabytkami. 20 września 2011 obiekty parku kulturowego uznane zostały przez Prezydenta Rzeczypospolitej Polskiej za pomnik historii.

## Obiekty
Na terenie parku znajduje się 20 zamków i pałaców, które były siedzibami książąt śląskich, pruskiej rodziny królewskiej (m.in. królów pruskich: Wilhelma III i Wilhelma IV), rodów arystokracji i szlachty polskiej, niemieckiej, czeskiej i austriackiej m.in. Radziwiłłów, Czartoryskich, Schaffgotschów, Hohenzollernów. Przy budowie tych obiektów korzystano z usług architektów Karla Friedricha Schinkela, Friedricha Augusta Stülera oraz architekta krajobrazu – Petera Josepha Lenné.
W granicach parku znajdują się rezydencje w Bukowcu, Dąbrowicy, Janowicach Wielkich, Jeleniej Górze, Jeleniej Górze – Cieplicach-Zdroju, Jeleniej Górze – Czarne, Jeleniej Górze - Sobieszowie, Karpnikach, Komarnie, Łomnicy, Miłkowie, Mniszkowie, Mysłakowicach, Radomierzu, Ruiny Zamku w Rybnicy, Wojanowie, Wojanowie-Bobrowie, Wojkowie oraz Staniszowie wraz z terenami dawnego parku przypałacowego obejmującego górę Witoszę oraz Grodną, także pałace na terenie miasta Kowary: Nowy Dwór i Ciszyca. Do Parku należą Zamek Chojnik, Zamek Bolczów i Ruiny Zamku Sokolec oraz Zamku Niesytno. W obszarze parku znalazły się też m.in. domy tyrolskie w Mysłakowicach oraz zespół zabudowy sanatoryjno-szpitalnej Kowary-Wysoka Łąka.
W XIX wieku powstał tu kompleks pałaców i parków wkomponowanych w otaczające krajobrazy rolnicze i leśne Kotliny Jeleniogórskiej, Karkonoszy i Rudaw Janowickich. Kotlina Jeleniogórska w XIX wieku należała do najmodniejszych terenów wypoczynkowych i turystycznych. Odwiedzali ją Caspar David Friedrich, John Quincy Adams, Fryderyk Chopin, Izabela Czartoryska, Johann Wolfgang Goethe.

## Fundacja Doliny Pałaców i Ogrodów Kotliny Jeleniogórskiej
W 2005 roku powstała Fundacja Doliny Pałaców i Ogrodów Kotliny Jeleniogórskiej, która za cel postawiła sobie ochronę zabytkowych zespołów parkowo-pałacowych i dworskich oraz innych budowli rezydencjonalnych w Kotlinie Jeleniogórskiej, a także promocję rejonu pod nazwą „Dolina Pałaców i Ogrodów”, jako szczególnego dziedzictwa kulturowego.
Fundację założyli właściciele kilku pałaców starający się o fundusze na ratowanie zabytków i na promocję tego obszaru. Fundacja ustawiła w kotlinie tablice informujące i drogowskazy kierujących do kilku obiektów. Fundacja przyczyniła się także do powstania parku kulturowego, a obecnie stara się, by teren ten wpisać na Listę Światowego Dziedzictwa Kulturowego UNESCO.